# Leucoraja virginica
Leucoraja virginica är en rockeart som först beskrevs av McEachran 1977.  Leucoraja virginica ingår i släktet Leucoraja och familjen egentliga rockor. Inga underarter finns listade i Catalogue of Life.